# Liselott Blixt
Pia Liselott Blixt (født 22. februar 1965 i Lund, Sverige) er social- og sundhedsassistent og var medlem af Folketinget fra valget i 2007 til 2022. Hun blev valgt for Dansk Folkeparti i Faxekredsen (Sjællands Storkreds) og var sundhedsordfører indtil februar 2022, hvor hun meldte sig ud af partiet, og blev løsgænger i Folketinget. Hun genopstillede ikke til valget i 2022.

## Baggrund
Liselott Blixt er datter af gårdejer Jørgen Kjeld Jørgensen og afdelingsleder Ulrika Eleonora Blixt Jørgensen. Hun er uddannet buntmager fra Lollands Buntmageri i 1986, har arbejdet som hjemmehjælper fra 1989 og blev i 2002 uddannet social- og sundhedsassistent fra Greve Social- og Sundhedsskole.
Hun har arbejdet som taxichauffør i Rødbyhavn 1986-1988, som selvstændig buntmager, først i Rødbyhavn 1986-1989 og fra 1995 i Greve. Fra 1989-1991 arbejdede hun som hjemmehjælper i Københavns Kommune og fra 1993-2002 i Greve Kommune. Fra 2002-2005 arbejdede hun som sosu-assistent på Glostrup Hospital og fra 2005-2007 var hun tilknyttet et vikarbureau.
Hendes niece er Helene Marie Blixt, der er erotisk danser og tidligere pornomodel.

## Politisk karriere
Blixt blev valgt til byrådet i Greve i 2001. Hun er også 1. viceborgmester i Greve Kommune. Hun har desuden været næstformand for Dansk Folkepartis lokalforening i Greve. I 2007 blev hun valgt som folketingskandidat i Faxekredsen.
I Folketinget er Liselott Blixt medlem af Miljø- og Planlægningsudvalget og Sundhedsudvalget, mens hun er stedfortræder i Socialudvalget. Hun var Dansk Folkepartis sundhedsordfører og psykiatriordfører.
Ved Folketingsvalget 2015 blev hun genvalgt med 5.981 personlige stemmer fra Sjællands Storkreds.